# کومینترن (شهرستان داولکانوفسکی، باشقیرستان)
کومینترن (انگلیسی: Komintern, Davlekanovsky District, Republic of Bashkortostan) یک شهرک در شهرستان داولکانوفسکی در استان باشقیرستان کشور روسیه است.